# Zarifou Ayéva
Zarifou Ayéva (né le 22 avril 1942), est un homme politique togolais. Il est ministre d'État, ministre des Affaires étrangères et de l'intégration africaine du 20 juin 2005 au 13 décembre 2007.

## Distinctions
- Commandeur de l'ordre du Mono (2006)[2]